# Lacul Rotunda
Lacul Rotunda este un lac natural din lunca Prutului, în sudul Republicii Moldova (raionul Cahul). Suprafața lacului este de 2.1 km².

## Galerie de imagini

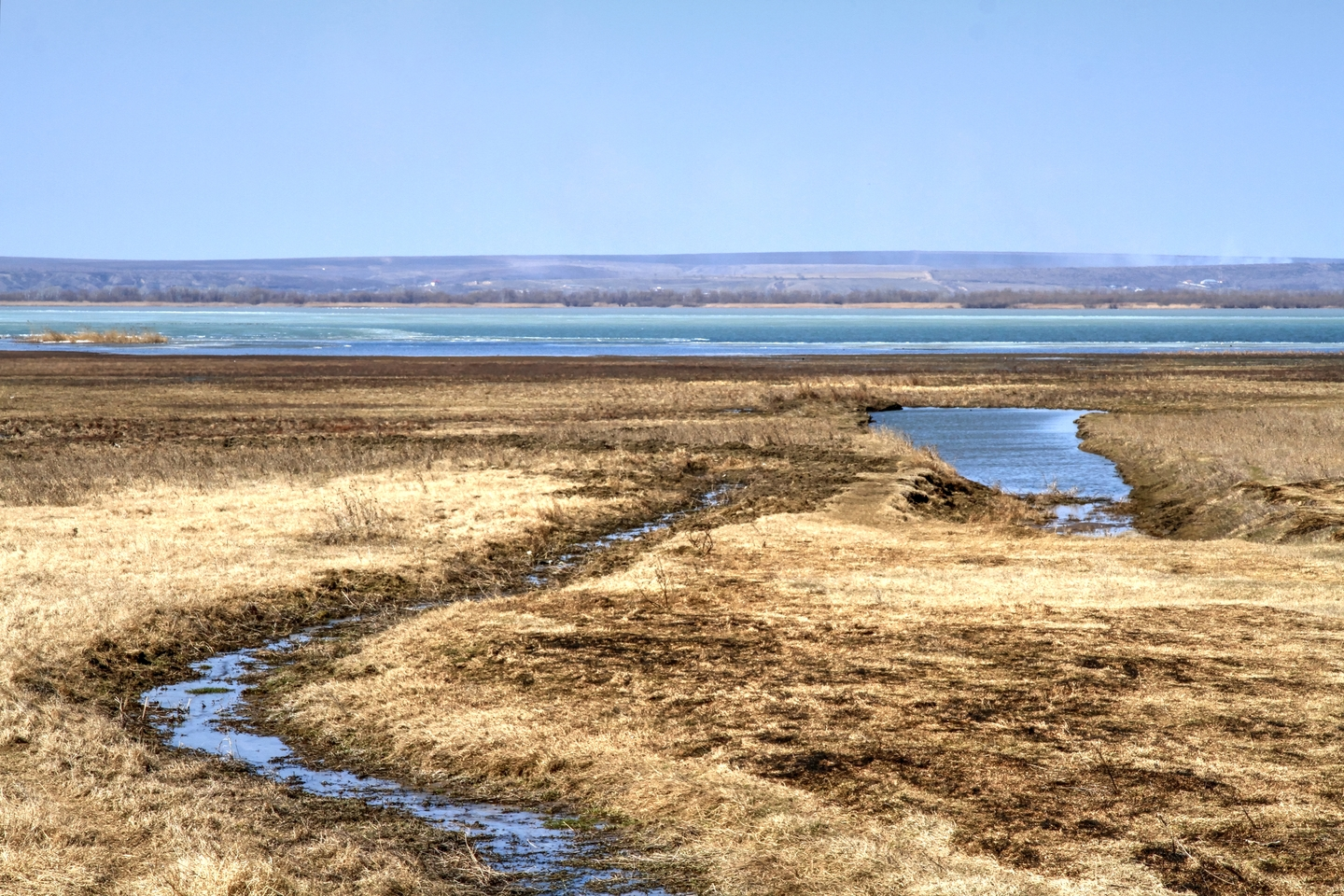
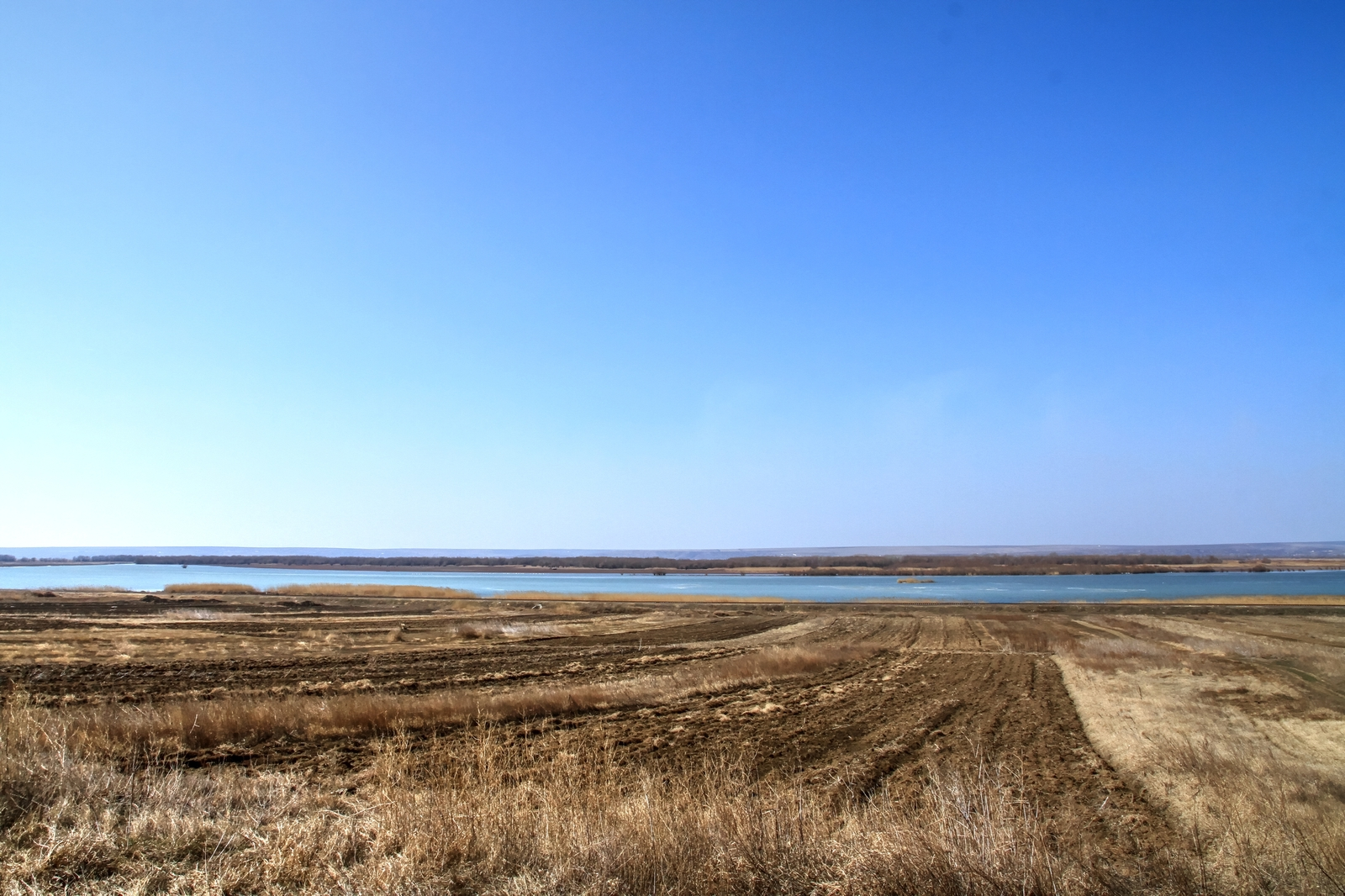
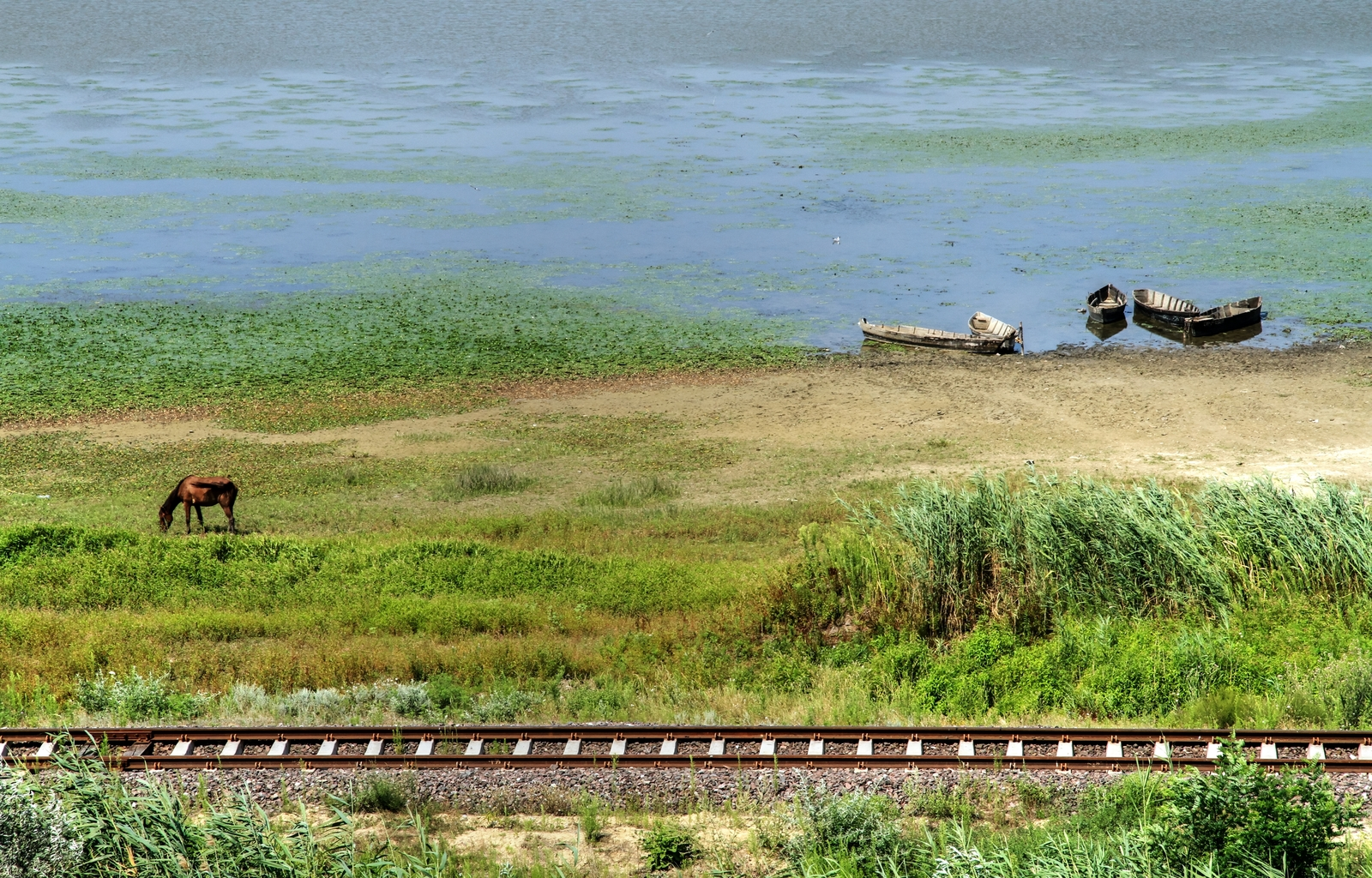